# Robinson: The Journey
Robinson: The Journey è un videogioco per realtà virtuale sviluppato da Crytek e pubblicato nel 2016 per PlayStation 4 e Microsoft Windows.
Il gioco, di ambientazione fantascientifica, è ispirato al classico romanzo Robinson Crusoe. La musica del titolo è composta da Jesper Kyd.

## Trama
Il protagonista del gioco è Robin, naufragato sul pianeta Tyson III insieme ad un'intelligenza artificiale di nome HIGS. In un'ambientazione che ricorda la Terra del Cretaceo, si prenderà cura di un cucciolo di Tyrannosaurus rex denominato Laika.

## Sviluppo
Nel 2015 Crytek ha distribuito una demo dal titolo Back to Dinosaur Island, considerata un prototipo di Robinson: The Journey.
Robinson: The Journey e DWVR erano gli unici due videogiochi in realtà virtuale inizialmente inclusi nella lista dei titoli esclusivamente giocabili su PlayStation 4, considerati non compatibili con PlayStation 5. Nonostante DWVR abbia in seguito ricevuto una patch per garantire la compatibilità con la nuova console, Crytek non ha fornito nessun aggiornamento per Robinson: The Journey.